# Noruega en los Juegos Olímpicos de Pekín 2008
Noruega estuvo representada en los Juegos Olímpicos de Pekín 2008 por un total de 84 deportistas que compitieron en 15 deportes.  
La portadora de la bandera en la ceremonia de apertura fue la halterófila Ruth Kasirye.

## Medallistas
El equipo olímpico noruego obtuvo las siguientes medallas:
| Nombre              | Deporte    | Competición        |
| ------------------- | ---------- | ------------------ |
| Oro                 |            |                    |
| Andreas Thorkildsen | Atletismo  | Jabalina M         |
| Equipo              | Balonmano  | Torneo F           |
| Olaf Tufte          | Remo       | Scull ind. (M1x) M |
| Plata               |            |                    |
| Kjersti Plätzer     | Atletismo  | 20 km marcha F     |
| Alexander Dale Oen  | Natación   | 100 m braza M      |
| Eirik Verås Larsen  | Piragüismo | K1 1000 m M        |
| Nina Solheim        | Taekwondo  | +67 kg F           |
| Tore Brovold        | Tiro       | Skeet M            |
| Bronce              |            |                    |
| Sara Nordenstam     | Natación   | 200 m braza F      |